# Rein Smit
Rein Smit (Castricum, 5 januari 2001) is een Nederlands voetballer die als aanvaller voor Sligo Rovers speelt.

## Carrière
Rein Smit speelde in de jeugd van de amateurclubs FC Castricum en ADO '20. Sinds 2014 speelt hij in de jeugd van SC Heerenveen. Hij debuteerde in het eerste elftal van Heerenveen op 21 december 2019, in de met 1-1 gelijkgespeelde thuiswedstrijd tegen Heracles Almelo. Hij kwam in de 79e minuut in het veld voor Anders Dreyer. Op 20 juli 2021 werd bekend dat Rein Smit de overstap maakte van sc Heerenveen naar SC Telstar. Diezelfde avond maakte hij zijn debuut tegen Quick Boys ter voorbereiding op het nieuwe seizoen. Hij maakte in die wedstrijd de 0-2 in de 63e minuut. in 2024 tekende hij een contract tot het einde van het seizoen bij Sligo Rover in Ierland. Daar maakte hij op 16 maart zijn debuut door 11 minuten voor tijd in te vallen in de met 3-1 gewonnen wedstrijd. 

### Statistieken
| Seizoen                   | Club           | Land           | Competitie     | Competitie | Competitie | Beker | Beker | Totaal | Totaal |
| Seizoen                   | Club           | Land           | Competitie     | Wed.       | Dlp.       | Wed.  | Dlp.  | Wed.   | Dlp.   |
| ------------------------- | -------------- | -------------- | -------------- | ---------- | ---------- | ----- | ----- | ------ | ------ |
| 2019/20                   | sc Heerenveen  | Nederland      | Eredivisie     | 1          | 0          | 0     | 0     | 1      | 0      |
| 2020/21                   | sc Heerenveen  | Nederland      | Eredivisie     | 1          | 0          | 0     | 0     | 1      | 0      |
| 2021/22                   | SC Telstar     | Nederland      | Eerste divisie | 25         | 7          | 3     | 0     | 28     | 7      |
| 2022/23                   | SC Telstar     | Nederland      | Eerste divisie | 15         | 3          | 1     | 0     | 16     | 3      |
| Carrièretotaal            | Carrièretotaal | Carrièretotaal | Carrièretotaal | 42         | 10         | 4     | 0     | 46     | 10     |
| bijgewerkt op 5 juni 2023 |                |                |                |            |            |       |       |        |        |